# Список контактов
Список контактов (контакт-лист) в системе мгновенного обмена сообщениями — вид адресной книги, список идентификаторов пользователей (например, JID в Jabber или UIN в ICQ), с которыми данный пользователь чаще всего общается. Для удобства внешнего восприятия в списке обычно показываются не сами идентификаторы, а ники, указанные в профилях пользователей. При желании можно задать своё имя для каждого контакта, отличное от указанного самим пользователем.
Контакт-лист может храниться либо локально (на компьютере, где установлен клиент), либо на сервере. Если используется первый способ, то контакты легче восстановить при проблемах с учётной записью или сервером; при использовании второго способа легче использовать контакт‐лист с разных компьютеров.
Контакты в списке можно разделить на группы, иногда в виде многоуровневого дерева. Некоторые программы позволяют включить отображение в качестве контакта самого пользователя программы.
В контакт‐листе обычно содержатся данные об авторизации, так что пользователь может разрешать и запрещать для отдельных контактов или их групп:
- Приём сообщений от них.
- Передачу информации о статусе пользователя (например, online или away).

Эти настройки часто используются для борьбы со спамом, и могут храниться и вне контакт‐листа.